# Riverbank (Kalifornia)
Riverbank város az USA Kalifornia államában, Stanislaus megyében. Lakosainak száma 24 865 fő (2020. április 1.).

## Népesség
A település népességének változása:

| 2010 | 22 678 |
| 2020 | 24 865 |